# Robert Bońkowski
Robert Bońkowski – polski językoznawca południowosłowiański, profesor uczelni w Instytucie Językoznawstwa Uniwersytetu Śląskiego w Katowicach.

## Życiorys
Ukończył w 1993 roku studia filologiczne na Uniwersytecie Śląskim w Katowicach. W 1998 roku obronił pracę doktorską Chorwackie słownictwo sportowe pod kierunkiem prof. Emila Tokarza. Habilitował się w 2011 roku.

## Działalność naukowa
Interesuje się różnymi aspektami pragmatyki językowej, socjolingwistyki, słowotwórstwa słowiańskiego, etymologii oraz aspektów glottodydaktycznych w nauczaniu języków chorwackiego i serbskiego jako obcego.

## Wybrane publikacje

### Książki
- Bońkowski R.: Słowianie środkowopołudniowi na przełomie XX i XXI wieku. Język – Religia – Naród – Państwo, Agencja Artystyczna PARA – Uniwersytet Śląski, Katowice 2010, s. 351.
- Bońkowski R.: Chorwackie słownictwo sportowe, Wydawnictwo „Śląsk”, Katowice 1999, s. 161.

### Artykuły i rozdziały
- Bońkowski R.: Język chorwacki jako język mniejszościowy w ustawach zasadniczych wybranych państw byłej Jugosławii, [w:] „Lingua Montenegrina: časopis za jezikoslovna, književna i kulturna pitanja”, god. XII/2, br. 24, Cetinje, 2019, s. 47–56.
- Bońkowski R.: Koncepcje nazwy języka urzędowego w Czarnogórze (przed uchwaleniem konstytucji w 2007 roku), [w:] Area Slavica 2. Slovanské jazyky ve světle terminu, vědecká redakce: I. Bogoczová, Z. Nedomová, Ostravská univerzita, Filozofická fakulta, Ostrava 2018, s. 41–51.
- Bońkowski R.: Hungaryzmy w żargonie serbskim, [w:] W podróży za słowem. Księga pamiątkowa z okazji Jubileuszu 70-lecia urodzin Profesora Emila Tokarza, red. M. Warchał, Wydawnictwo Naukowe Akademii Techniczno-Humanistycznej w Bielsku-Białej, Bielsko-Biała 2014, s. 101–107.
- Bońkowski R.: Etapy standaryzacji języka bośniackiego, [w:] „Zeszyty Cyrylo-Metodiańskie”, nr 2/2013, red. K. Rikev, P. Złotkowski, L. Frolak, Podlaska Fundacja Wspierania Talentów, Biała Podlaska 2013, s. 34–44.
- Bońkowski R.: Nazwy pierwszego miesiąca roku o źródłosłowie prasłowiańskim we współczesnych językach słowiańskich, [w:] Bałkański folklor jako kod interkulturowy. Tom 1, red. J. Rękas, Wydawnictwo Naukowe UAM, Poznań 2011, s. 413–420.
- Bońkowski R.: Czarnogórcy i ich język, [w:] „Naučni trudove” t. 44, knjiga 1, zbornik A, Paisijevi četenija, Ezikoznanije, Plovdivski Universitet „Paisij Hilendarskij”, Plovdiv 2006, s. 349–357.
- Bońkowski R.: Prefiksacja czasowników chorwackich o znaczeniu przestrzennym, [w:] Cywilizacja – przestrzeń – tekst. Słowiańska topografia kulturowa w języku i literaturze, red. L. Miodyński, Wydawnictwo Uniwersytetu Śląskiego, Katowice 2005, s. 272–279.